# Leïla Kaddour-Boudadi
Pour les articles homonymes, voir Kaddour.
Leïla Kaddour-Boudadi, née le 25 juin 1980 à Aubergenville (Yvelines), est une journaliste française, animatrice de radio et de télévision.
Entre janvier 2012 et juillet 2014, elle a présenté l'édition française d'Arte Journal. Sur France 2 à partir de la rentrée 2016, elle a d'abord été la présentatrice remplaçante de Laurent Delahousse, puis est devenue la présentatrice du journal télévisé de 13 Heures le week-end.

## Biographie

### Enfance et formation
Elle est la fille d'un père ouvrier et d'une mère au foyer, tous deux enfants de harkis, installés en France en 1962, au moment de l'indépendance de l'Algérie. Elle a une sœur, professeure de lettres modernes.
Leïla Kaddour-Boudadi grandit à La Couronne, en Charente. Après l'obtention de son baccalauréat au lycée de l'image et du son d'Angoulême, elle suit des études de lettres classiques à l'université de Poitiers jusqu'à la maîtrise. Durant ses études, elle travaille notamment sur la notion de « monstrueux » dans la littérature grecque, d'Homère jusqu'au Ve siècle, étude qui ne se limite pas au bestiaire de la mythologie, mais aussi aux femmes, perçues comme monstrueuses dans la pensée collective de l'époque.
Elle pratique également le basket-ball, comme elle le fait assidûment depuis l'enfance.
Après avoir obtenu le CAPES de lettres classiques en 2003, elle enseigne la littérature au lycée, le français et le latin au collège Jean-Monnet de Lusignan tout en étant chargée de cours à l'université de Poitiers.

### Carrière journalistique et médiatique
La carrière de Leïla Kaddour-Boudadi prend un tournant lorsqu'elle quitte l'enseignement, après avoir, durant les vacances scolaires, fait des stages en journalisme. Elle entre à l'École publique de journalisme de Tours et effectue plusieurs stages dans des rédactions de radio, pour rejoindre ensuite l'équipe du journal Afrik.com, puis être recrutée par la chaîne de télévision publique France 3.
En avril 2011, désormais journaliste, elle fait des essais pour la chaîne d'informations i>Télé, qui décide de lui confier la présentation des informations du matin et de La Matinale du week-end. En parallèle, elle commence à écrire pour le magazine Causette. Leïla Kaddour-Boudadi travaille également pour Paris Première, chaîne sur laquelle elle est chroniqueuse dans l'émission Ça balance à Paris.
Au début de janvier 2012, elle intègre l'équipe de la chaîne Arte, où elle présente Arte Journal à 19 h 45.
En août 2014, Leïla Kaddour-Boudadi met fin à sa collaboration avec Arte et rejoint l'équipe de Nagui dans l'émission La Bande originale sur France Inter,.
Lors d'une chronique sur l'e-sport et plus particulièrement sur League of Legends (célèbre MOBA), elle révèle que durant ses études, elle jouait aux jeux de combat sur console (notamment Tekken 3) pour se détendre en période d'examens partiels. Elle se fait à cette occasion l'avocate des jeux vidéo face aux réticences exprimées par d'autres, ce qui lui vaudra par la suite des éloges de la communauté des joueurs en France.
En juin 2015, elle est membre du jury présidé par Pierre Lescure, avec notamment Aline Afanoukoé, Olivier Delacroix et Natoo, du TVLab, le concours de programmes de flux TV de France 4, présenté par Julia Molkhou.
Depuis 2015, elle est chroniqueuse dans Folin Hebdo, talk-show inédit présenté par Sébastien Folin et diffusé le jeudi à 22 h 50 puis à 23 h 40 sur France Ô. Elle y retrouve Aline Afanoukoé et son collègue de France Inter Frédérick Sigrist.
En septembre-octobre 2015, Leïla Kaddour-Boudadi assure la narration de Despot Housewives, série documentaire diffusée sur la chaine Planète+.
Leïla Kaddour-Boudadi a animé un temps[Quand ?] des débats en direct sur Mediapart.
Au cours de l'été 2016, elle présente l'émission Le Mag de l'été sur France Inter, magazine d’actualité culturelle, du lundi au vendredi de 18 heures à 19 heures.
À la rentrée 2016, Leïla Kaddour-Boudadi présente les journaux télévisés du 13 heures sur France 2 et également ceux de 20 heures du week-end, devenant ainsi la remplaçante de Laurent Delahousse. L'édition du 20 heures du vendredi 23 septembre 2016 est son tout premier journal sur la chaîne. Elle présente également le magazine culturel Culturebox le samedi à 11 h 40 sur la nouvelle chaîne d'informations en continu France Info.
Le 1er février 2017, elle coanime avec Frédéric Lodéon, la 24e cérémonie des Victoires de la musique classique en direct sur France 3 et France Musique depuis l'auditorium de la Maison de la Radio à Paris.
En septembre 2017, elle devient titulaire à la présentation du journal de 13 heures de France 2 le week-end. Elle cède en octobre suivant son poste de présentatrice remplaçante de Laurent Delahousse au 20 heures à Thomas Sotto.
En octobre-novembre 2018, elle anime La Bande originale pendant les congés de Nagui, animateur en titre.
Du 1er au 26 juillet 2019, elle reprend la présentation du Mag de l'été, du lundi au vendredi pendant la tranche 18 h à 19 h sur France inter, avant de passer le relais pour le mois d'août à Anna Sigalevitch.
En 2020, elle présente, en collaboration avec Judith Chaine, la 27e cérémonie des Victoires de la musique classique.
Le 30 mars 2021, elle présente Le Grand Oral.

### Soupçons de harcèlement
En novembre 2022, la chroniqueuse Florence Mendez déclare avoir été « victime de harcèlement » de la part d'une « proche collaboratrice de Nagui ». Selon les informations du magazine Moustique, "Leïla Kaddour-Boudadi est bien la personne décrite (« Elle m'a dit ne pas avoir arrêté le métier de prof pour se retrouver avec des gens comme moi… »), quand bien même elle et son entourage ont démenti".

### Vie personnelle
Depuis 2018, elle est en couple avec Pierre Guénard, le chanteur du groupe Radio Elvis ; ils sont parents d'une fille née en juillet 2020.

## Synthèse de son parcours médiatique

### Émissions de radio
- Depuis 2014 : La Bande originale sur France Inter : chroniqueuse et présentatrice remplaçante de Nagui
- 2016 : Le Mag de l'été : présentatrice

### Émissions de télévision
- 2011-2012 : Informations du matin sur i>Télé
- 2011-2012 : La Matinale du week-end sur i>Télé
- 2011-2012 : Ça balance à Paris sur Paris Première : chroniqueuse
- 2011-2012 : Midi en France sur France 3 : chroniqueuse culture
- 2013-2014 : Arte Journal sur Arte
- 2015 : TVLab sur France 4 - jurée
- 2015-2016 : Folin Hebdo sur France Ô : chroniqueuse
- 2015 : Despot Housewives sur Planète+ : narratrice
- 2016-2017 : Journal de 13 heures de France 2 le week-end : présentatrice remplaçante
- 2016-2017 : Journal de 20 heures de France 2 le week-end : présentatrice remplaçante
- Depuis 2016 : Tout le monde joue sur France 2 : narratrice
- Depuis 2017 : Journal de 13 heures de France 2 le week-end
- 2017-2019 : Culturebox sur France Info
- 2017 : Présentation de la Fête des Lumières sur France 3, avec Laurent Guillaume
- 2017 : Avignon, une journée au Festival sur France 3 PACA
- Depuis 2018 : Présentation avant les pièces de théâtre sur France 2
- 2018 : 170 ans de l'abolition de l'esclavage sur France 3 Aquitaine et France 3 Limousin
- 2018 : Maurice Papon, les leçons d'un procès, sur France 3 Aquitaine : narratrice
- 2018-2020 : Les Victoires de la musique classique sur France 3
- 2019 : Présentation avant la diffusion du concert de NTM sur France 4
- 2019 : BIS, le mag de la curiosité sur France 3 Limousin et France 3 Normandie
- 2019 : Avignon, une journée au Festival sur France 3
- 2019 : Tous prêts pour la dictée sur France 3
- 2019 : Les coulisses des Molières sur France 2
- 2020 : Les Victoires de la musique sur France 2
- 2020 : Le Festival des festivals sur France 2, avec Nagui
- 2020 : Unis pour le Liban sur France 2, avec Nagui
- 2021 : 2000-2020 : 20 ans d’images inoubliables sur France 2 avec Nagui
- 2021 : Le Grand Oral sur France 2
- 2021 : The Artist : les masterclass sur Culturebox
- 2022 : Taratata & Co sur France 2, avec Nagui
- 2022 : Unis pour l'Ukraine sur France 2, avec Nagui
- 2022 : La Grande Saga du Tour de France sur France 2, avec Laurent Ruquier
- 2022 : La Grande Saga de France Télévisions sur France 2, avec Laurent Ruquier
- Depuis 2024 : Tout le monde a son mot à dire sur France 2, avec Olivier Minne et Sidonie Bonnec : participante
- 2025 : Les Bravos d'or sur France 2 : coprésentation avec Nagui